# Fright Night (2011)
Fright Night ist eine US-amerikanische Horrorkomödie aus dem Jahr 2011 und eine Neuverfilmung von Die rabenschwarze Nacht – Fright Night. Regisseur ist Craig Gillespie und das Drehbuch wurde von Buffy-Autorin Marti Noxon geschrieben. Die internationale Filmpremiere fand am 14. August im O2 in London statt. In deutschen Kinos erschien Fright Night ab dem 6. Oktober 2011.

## Handlung
In der Eröffnungsszene verfolgt und ermordet ein Vampir eine ganze Familie in ihrem Haus in einem Vorort von Las Vegas.
Charley Brewster ist ein durchschnittlicher Teenager, der kürzlich vom Nerd in die Gruppe der „coolen“ Schüler aufgestiegen ist. Als er in der Schule ankommt, macht ihn sein ehemals bester Freund „Evil“ Ed Lee darauf aufmerksam, dass in letzter Zeit viele Schüler vermisst werden. Charley ignoriert ihn, aber Ed erpresst ihn, damit er ihn zum Haus eines gemeinsamen Freundes begleitet, um nach dem Rechten zu sehen. Das Haus ist dasselbe, das in der Eröffnungsszene zu sehen war.
Als Charley von der Schule nach Hause kommt, stellt ihm seine Mutter den neuen Nachbarn Jerry Dandrige vor. Charley trifft sich mit Ed, der ihm von seiner Theorie erzählt, dass Jerry ein Vampir sei. Charley glaubt ihm nicht und geht. Auf dem Weg nach Hause wird Ed von einem Mitschüler angepöbelt. Es gelingt ihm, zu entkommen, doch Jerry stellt sich ihm in den Weg und beißt ihn. Am nächsten Morgen bemerkt Charley, dass Ed fehlt, und entschließt sich, ihn in seinem Haus zu suchen. Dort findet er Eds selbst aufgenommene Videos, die beweisen, dass Jerry ein Vampir ist.
Jerry beginnt mehr Leute in der Nachbarschaft anzugreifen und Charley bricht in Jerrys Haus ein und entdeckt, dass er seine Opfer dort gefangen hält. Charley gelingt es, seine Nachbarin Doris zu befreien, aber in dem Moment, als sie das Haus verlassen, löst sich die bereits gebissene Doris im Sonnenlicht zu Staub auf. Charley wendet sich an den Bühnenmagier Peter Vincent, einen angeblichen Vampirexperten, der seine Show namens Fright Night im Hard Rock Hotel and Casino aufführt. Vincent nimmt Charley aber nicht ernst und wirft ihn raus, sodass Charley auf sich allein gestellt ist.
Am nächsten Abend steht Jerry vor Charleys Haustür und beschwert sich bei seiner Mutter, aber Charley kann sie überzeugen, die Tür nicht zu öffnen. Da Vampire ein Haus ohne Einladung nicht betreten können, ist die Familie vorerst in Sicherheit. Mit der Begründung, dass er ohne Haus keine Einladung benötige, entzündet Jerry die Gasleitung des Hauses und jagt es in die Luft. Charley, seiner Mutter und seiner Freundin Amy Peterson gelingt gerade noch die Flucht mit dem Auto. Jerry verfolgt sie mit seinem Pick-Up und drängt sie von der Straße ab. Als sich ein weiteres Fahrzeug nähert und der Fahrer aussteigt, tötet Jerry ihn. Jerry greift daraufhin Charley an, aber Charleys Mutter rettet ihren Sohn, indem sie Jerry den Pflock eines Schildes in die Brust rammt. Sie verliert dann das Bewusstsein wegen einer Kopfverletzung, die sie sich beim Autounfall zugezogen hat.
Charleys Mutter liegt im Krankenhaus und er hängt ihr Zimmer voller Kreuze und Kruzifixe. Charley erhält einen Anruf von Peter Vincent und er und Amy gehen zu Vincents Penthouse. Vincent gibt Charley Ratschläge, wie er Jerry besiegen kann. Ein Paketlieferant klingelt an der Tür und Peter bittet ihn hinein. Dieser ist jedoch Ed, der jetzt ein Vampir ist. Vincent versteckt sich sofort in seinem Panikraum, während Ed und Charley kämpfen. Jerry, der den Angriff von Charleys Mutter überlebt hat, taucht auch auf, aber Amy gelingt es, ihn mit Weihwasser abzuschütteln. Charley tötet Ed, der kurz vor seinem Tod Charley versichert, dass es „okay“ sei. Verfolgt von Jerry, rennen Charley und Amy in einen Nachtclub, wo sie sich in der Menge verlieren. Amy wird von Jerry gebissen und verschleppt.
Am nächsten Tag sagt Charley Peter, dass er Jerry besiegen wolle, und bittet ihn erneut um Hilfe. Peter weigert sich und erzählt ihm, dass seine Eltern von einem Vampir ermordet worden seien – der sich später als Jerry selbst herausstellt. Er gibt Charley jedoch einen Pflock, der für Jerry tödlich ist und der seine Opfer wieder in Menschen verwandelt. Charley begibt sich zu Jerrys Haus, um ihn dort zu bekämpfen, und Peter entschließt sich doch, ihm zu helfen. Die beiden zerstören die Fenster, um Sonnenlicht ins Haus zu lassen.
Sie gelangen in Jerrys Keller, wo sie von Jerrys Opfern einschließlich Amy angegriffen werden, die jetzt Vampire sind. Charley, der sich einen feuerfesten Anzug besorgt hat, entzündet sich selbst, um Jerry zu verbrennen, während er versucht ihn zu pfählen. Peter schießt ein Loch in die Decke, so dass Sonnenlicht in den Raum fällt und Jerry verbrennt. Charley sticht Jerry mit dem Pflock ins Herz und tötet ihn. Daraufhin werden seine Opfer wieder menschlich.
Der Film endet damit, dass Charleys Mutter nach einem neuen Haus sucht und Charley und Amy beschließen, in Peters Penthouse Sex zu haben.

## Hintergrund
Der Film wurde hauptsächlich in Albuquerque, New Mexico gedreht und die Dreharbeiten begannen am 26. Juni und endeten im Oktober 2010. Fright Night wurde mit 3D-Kameras gefilmt.
Die Produktionskosten des Films wurden auf rund 30 Millionen US-Dollar geschätzt.
Chris Sarandon, welcher den Vampir Dandrige im Original aus dem Jahr 1985 verkörperte, hat einen Cameoauftritt als Fahrer eines PKW.
Im Oktober 2013 wurde die Fortsetzung Fright Night 2 – Frisches Blut (Fright Night 2: New Blood) als Direct-to-DVD-Produktion veröffentlicht.

## Synchronisation
Die Synchronsprecher für die deutsche Fassung waren:
- Charlie Brewster: Constantin von Jascheroff
- Jerry Dandrige: Florian Halm
- Ed Lee: Hannes Maurer
- Peter Vincent: Philipp Brammer
- Jane Brewster: Judith Brandt
- Amy Peterson: Tanya Kahana
- Doris: Nicole Hannak
- Bee: Shanti Chakraborty

## Kritiken
Auf der Aggregator-Webseite Rotten Tomatoes geben 75 Prozent von 146 Kritikern dem Film eine positive Bewertung und 88 Prozent von 25 Top-Kritikern (Stand: 6. Oktober 2011).

„Tolles Kino, welches kantig sowie kurzweilig überzeugt und dabei bleiben weder Humor noch Action auf der Strecke. Ein klasse Film zum Lachen und Fürchten.“

„Fright Night ist eines der wenigen leuchtenden Beispiele dafür, dass ein Remake nicht zwangsläufig minderwertig, sondern dem Original ebenbürtig sein kann. […] Der Film nimmt, was am Original funktionierte, injiziert frisches Blut und neue Ideen, bleibt der Geschichte und den Figuren gegenüber treu und kommt mit einigen Wow-Momenten daher, […].“

„Fright Night präsentiert sich dank einem charmanten Schurken und einer frechen Inszenierung als kurzweiliger Vampirspaß für Fans der trendigen Blutsauger. Wer das Original nicht kennt oder unbedingt den Vergleich zur Rabenschwarzen Nacht ziehen möchte, kann sich den Film auf jeden Fall anschauen. […] Die Story […] ist recht dünn, aber das war zu erwarten. Bei einem solchen Genrefilm kommt es letztendlich auf Charaktere und Inszenierung an. Speziell bei letztgenanntem Faktor kann Regisseur Gillespie punkten und schafft es, „seine“ Geschichte zügig und ohne Durchhänger zu präsentieren.“

„[…] [E]in Film, der als Horror-Komödie deklariert ist, sollte im Idealfall witzig und gruselig sein. Der aktuelle Streifen ist definitiv nicht sonderlich witzig – abgesehen von David Tennant und Christopher Mintz-Plasse vielleicht – und leider auch wenig gruselig. […] Für Kenner des Originals sind natürlich auch die Änderungen an der Story von Interesse, denn Drehbuchautorin Marti Noxon hat sich an dem Klassiker zwar durchaus sehr stark bedient und zieht immer wieder Parallelen, verlegt die Gesamthandlung aber in unsere Zeit. Das ist sehr gut umgesetzt und weiß auch den Fan durchaus zu überzeugen. Dennoch fehlt eben das Flair und die besondere Atmosphäre des Originals, sodass Fright Night nur als Durchschnitt durchgeht und für einen Kinoabend zwar geeignet, aber nicht sonderlich empfehlenswert ist.“

„[…] Filmische Untote sind nun mal perfektes Recycling-Material, wie dieses überraschend smarte Remake eines kleinen Genreklassikers beweist. In der Horrorkomödie Die rabenschwarze Nacht von 1985 verbanden sich Grusel und Slapstick zu einem originellen Teenie-Spaß. Die Neuauflage trifft dank einiger Veränderungen, die den Stoff ans 21. Jahrhundert anpassen, den bärbeißigen Ton des Originals. […]“

„Spätestens wenn Charley zur Hochform aufläuft und dem bissig-ironischen Vampir den Kampf ansagt, schlagen die Herzen von Freunden spaßiger Unterhaltung höher, denn Fright Night besitzt alles, was zu einem ordentlichen Kinobesuch gehört: Starbesetzung, Humor und Action. Somit lässt sich doch sagen, das Anschauen wird sicher keiner bereuen.“

„Das Remake setzt weniger auf abstruse Komik, sondern baut mehr auf dezente Situationskomik. Der Film überzeugt vor allem als spannender Teen-Horror, der seine simple Genregeschichte durch hervorragende Darsteller und eine raffinierte Kameraarbeit effektiv umsetzt.“